# César Prieto
César Prieto (São Borja, 17 de junho de 1916 – 20 de agosto de 1989) foi um político brasileiro.

## Biografia
Filho do engenheiro Esequiel Prieto e de Rosa Prieto, descendente de imigrantes espanhóis. Casou com Maria José Machado Prieto.
Em outubro de 1954 foi eleito deputado federal pelo Partido Trabalhista Brasileiro (PTB). Reeleito em outubro de 1958, em setembro de 1961, após a renúncia do presidente Jânio Quadros (25 de agosto de 1961), votou contra a Emenda Constitucional n.º 4 à Constituição brasileira de 1961, que instituiu o regime parlamentarista como medida conciliatória para propiciar a posse do vice-presidente João Goulart. Nas eleições de outubro de 1962 foi reeleito deputado federal por seu estado. Após a edição do Ato Institucional nº 2, que extinguiu os partidos políticos existentes, e a posterior implantação do bipartidarismo, filiou-se ao Movimento Democrático Brasileiro (MDB). Em outubro de 1966 teve seu mandato cassado por força da aplicação do Ato Institucional Número Dois.